# المنصة الحكومية الدولية للعلوم والسياسات في مجال التنوع البيولوجي وخدمات النظم الإيكولوجية
المنصة الحكومية الدولية للعلوم والسياسات في مجال التنوع البيولوجي وخدمات النظم الإيكولوجية (IPBES) هي منظمة حكومية دولية أُنشِئت لتعزيز التكامل بين العلوم والسياسات في معالجة قضايا التنوع البيولوجي وخدمات النظم الإيكولوجية. وتؤدي دورًا مماثلًا للدور الذي تضطلع به الهيئة الحكومية الدولية المعنية بتغير المناخ (IPCC).

## التأسيس
في عام 2010، دعت الجمعية العامة للأمم المتحدة، في دورتها الخامسة والستين، برنامج الأمم المتحدة للبيئة إلى عقد اجتماع عام لإنشاء IPBES. وفي عام 2013، تم اعتماد إطارٍ مفاهيميٍّ أوّليٍّ لهذا الاجتماع المرتقب.

## التقييم العالمي الأول (2019)
في الفترة من 29 أبريل إلى 4 مايو 2019، اجتمع ممثلو 132 عضوًا من IPBES في باريس، فرنسا، لمناقشة تقرير التقييم العالمي للتنوع البيولوجي وخدمات النظم الإيكولوجية واعتماد ملخصه لصناع السياسات (SPM). في 6 مايو 2019، تم إصدار الوثيقة المكونة من 40 صفحة، بهدف تمكين صناع السياسات بالمعرفة والأدلة لاتخاذ قرارات أفضل عند وضع السياسات واتخاذ إجراءات لصالح البشر والطبيعة.

## تقرير 2020
في 29 أكتوبر 2020، أصدرت المنظمة تقريرًا أوليًا من خلال Zenodo حول ورشة العمل التي عقدت افتراضيًا في الفترة من 27 إلى 31 يوليو 2020، والتي تقترح خطة للتعاون الدولي لتقليل مخاطر جائحة. إن خفض وتيرة وشدة الجائحة من خلال تنفيذ سياسات عالمية هو هدف المنظمة. تم نشر مقال عن التقرير بواسطة الأخبار الطبية اليوم (موقع) في 7 نوفمبر 2020، والذي يوضح المعلومات الواردة في التقرير.

## مساهمات الطبيعة للناس
أشارت الجلسة العامة الخامسة للمنتدى الحكومي الدولي للعلوم والسياسات في مجال التنوع البيولوجي وخدمات النظم الإيكولوجية في عام 2017 إلى أن مفهوم مساهمات الطبيعة للناس سوف يستخدم في تقييمات المنتدى الحالية والمستقبلية. ومنذ ذلك الحين، حل مفهوم "مساهمات الطبيعة للناس" محل استخدام عبارة "فوائد الطبيعة للناس" التي كانت مستخدمة في الإطار المفاهيمي كما تم اعتماده في البداية في عام 2013. وقد قوبل هذا التغيير باعتراض من بعض العلماء، الذين كانوا قلقين من أن المصطلح الجديد قد يكون مربكًا.

## التعاون مع الهيئة الدولية المعنية بتغير المناخ
في يونيو 2021، أصدرت الهيئة الحكومية الدولية المعنية بتغير المناخ والمنتدى الدولي المعني بالتنوع البيولوجي وخدمات النظم الإيكولوجية تقرير ورشة عمل مشتركة حول التنوع البيولوجي وتغير المناخ. أنتجت ورشة العمل تقريرًا موجزًا يغطي النتائج، وتقريرًا علميًا عن النتائج مكونًا من 250 صفحة.

## التقييمات الرئيسية المنشورة
- التلقيح[14]
- السيناريوهات والنماذج[15]
- التقييمات الإقليمية[16]
- تدهور الأراضي واستعادتها[17]